# أحمد بن مشرف
أحمد بن علي بن حسين بن مُشْرِف الوهيبي التميمي الأحسائي يعرف عمومًا بـأحمد بن مُشْرِف (1788 - 1868 م) (1203 - 1285 هـ) فقيه مالكي وشاعر سعودي من أهل القرن الثالث عشر الهجري/ التاسع عشر الميلادي. ولد في بلدة الزبارة في الأحساء ونشأ وتعلم بها. ثم قصد نجد إبان ازدهار دعوة سلفية وهابية، وأخذ عن علمائها، واتصل بإمامها الأمير فيصل بن تركي. اشتغل بالتدريس، وتولى القضاء أيام الدولة السعودية الثانية. توفي في مدينة الأحساء. له منظومات فقهية وديوان أشعار تعلم وتتلمذ علي يد عبدالله بن محمد بن عبدالوهاب. 

## سيرته
هو أحمد بن علي بن حسين بن مشرّف. ولد في بلدة الزبارة في الأحساء حوالي سنة 1203 هـ/ 1788 م ونشأ بها. سافر في شبابه إلى نجد طالبًا للعلم، فأتصل بعلماء الرياض وأخذ عن كبار أئمة نجد، فدرس عليهم حتى أصبح عالمًا فقيهًا. من شيوخه حسين بن غنام.
عاد إلى مسقط رأسه في الأحساء فاشتغل بالتدريس فدرس ونظم رسالات ومنظومات فقهيه لتسهيل طلابه في حفظها. توفي في مسقط رأسه سنة 1285 هـ/ 1868 م. 

## شعره
جمعه ديوانه لأول مرة عبد الرحمن بن قاسم وطبعه في مطبعة جريدة أم القرى بمكة. عاش أحمد بن مشرف في أيام الدولة السعودية الثانية في عهد فيصل بن تركي، واتصل به وكان من مؤيديه ودعمه في نشر المذهب التوحيدي. وله شعر كثير تصدى فيه للدفاع عن دعوة التوحيدية السلفية والرد على معارضيه من أصحاب الفرق. ويعد من أقدم أدباء السعوديين تأثروا بالدعوة السلفية التوحيدية وانطبع نتاجه الأدبي بطابعه.

أجاد أحمد بن مشرّف أيضًا في الشعر القصصي في نظمه، ويعده بعض النقاد رائد هذا الفن في الأدب العربي الحديث قبل أحمد شوقي، الذي لم يولد الا بعد وفاة ابن مشرف بعام كامل تقريبًا. ومن ذلك الشعر القصصي أجاد في نظمه، قصةٌ رمزية تشير إلى بعض حقائق الحياة على لسان الحيوان وهي مطلعها "فأبصروا على الثرى/ حبًّا منقي نثرًا.

«شعره شعر العلماء، إذ كان عالماً متحمساً للدعوة الوهابية، استهلك طاقته النظمية في ذكر مبادئها والدفاع عنها، له قصائد في مدح الإمام فيصل بن تركي تعد سجلاً لأعماله، وله شعر تعليمي أقرب إلى الإخوانيات والأخلاق، وربما رمز في بعض هذا في شكل قصصي، بالطير أو الحيوان، فيبارح خط التقليد الذي يلتزمه، أو يكاد.» 

من شعره بعنوان الحمد لله حمدا ليس منحصرا:

## مؤلفاته
- غرر الفتاوى، منظومة فقهية
- مقدمة رسالة ابن أبي زيد القيرواني
- مختصر صحيح مسلم
- الشُهب المرمية على المعطلة والجهمية
- البعث بعد الموت
- جوهرة التوحيد
- ديوان شعر

## وصلات خارجية
- في موقع «أدب»
- ديوان ابن مشرف